# Griselda González
Griselda María de los Ángeles González Santillo (* 4. Dezember 1965 in Buenos Aires) ist eine ehemalige spanische Langstreckenläuferin argentinischer Herkunft.
Im Crosslauf wurde sie 1987 und 1988 südamerikanische Vizemeisterin und 1989 Südamerikameisterin. Bei den Crosslauf-Weltmeisterschaften 1988 in Auckland kam sie auf den 116. Platz.
1991 kam sie bei den Leichtathletik-Weltmeisterschaften in Tokio über 10.000 m auf den 22. Platz. Über dieselbe Distanz wurde sie 1992 iberoamerikanische Vizemeisterin und schied bei den Olympischen Spielen in Barcelona im Vorlauf aus. Über 3000 m wurde sie 1993 in Lima südamerikanische Vizemeisterin.
1995 wurde sie Dritte beim Turin-Marathon, kam bei den Halbmarathon-Weltmeisterschaften 1995 auf den 24. Platz und wurde Fünfte beim New-York-City-Marathon. Beim Marathon der Olympischen Spiele 1996 in Atlanta lief sie auf Rang 19 ein. 1997 wurde sie erneut Dritte in Turin und wurde mit ihrem Sieg beim Buenos-Aires-Marathon, den sie schon 1988 gewonnen hatte, argentinische Meisterin.
Nach dem Wechsel ihrer Nationalität triumphierte sie 2000 beim Barcelona-Marathon und kam bei den Olympischen Spielen in Sydney auf den 33. Platz. Im Jahr darauf wurde sie Sechste beim Rotterdam-Marathon und belegte bei den Leichtathletik-Weltmeisterschaften in Edmonton den 29. Platz.
2002 wurde sie Neunte beim Berlin-Marathon, 2004 Vierte beim Mailand-Marathon und 2005 Elfte beim Paris-Marathon.
1987 wurde sie argentinische Meisterin im Halbmarathon und 1989 im Crosslauf, 2000 und 2002 wurde sie spanische Meisterin im Halbmarathon.

## Persönliche Bestzeiten
- 3000 m: 9:17,45 min, 26. Juli 1991, La Coruña
  - Halle: 9:25,75 min, 17. Februar 1991, Sevilla (argentinischer Rekord)
- 10.000 m: 31:46,4 min, 12. August 2000, Gijón
- Halbmarathon: 1:11:40 h, 27. August 2000, Zamora
- Marathon: 2:30:32 h, 11. Mai 1997, Turin (argentinischer Rekord)